# 보꼬힐 스테이션

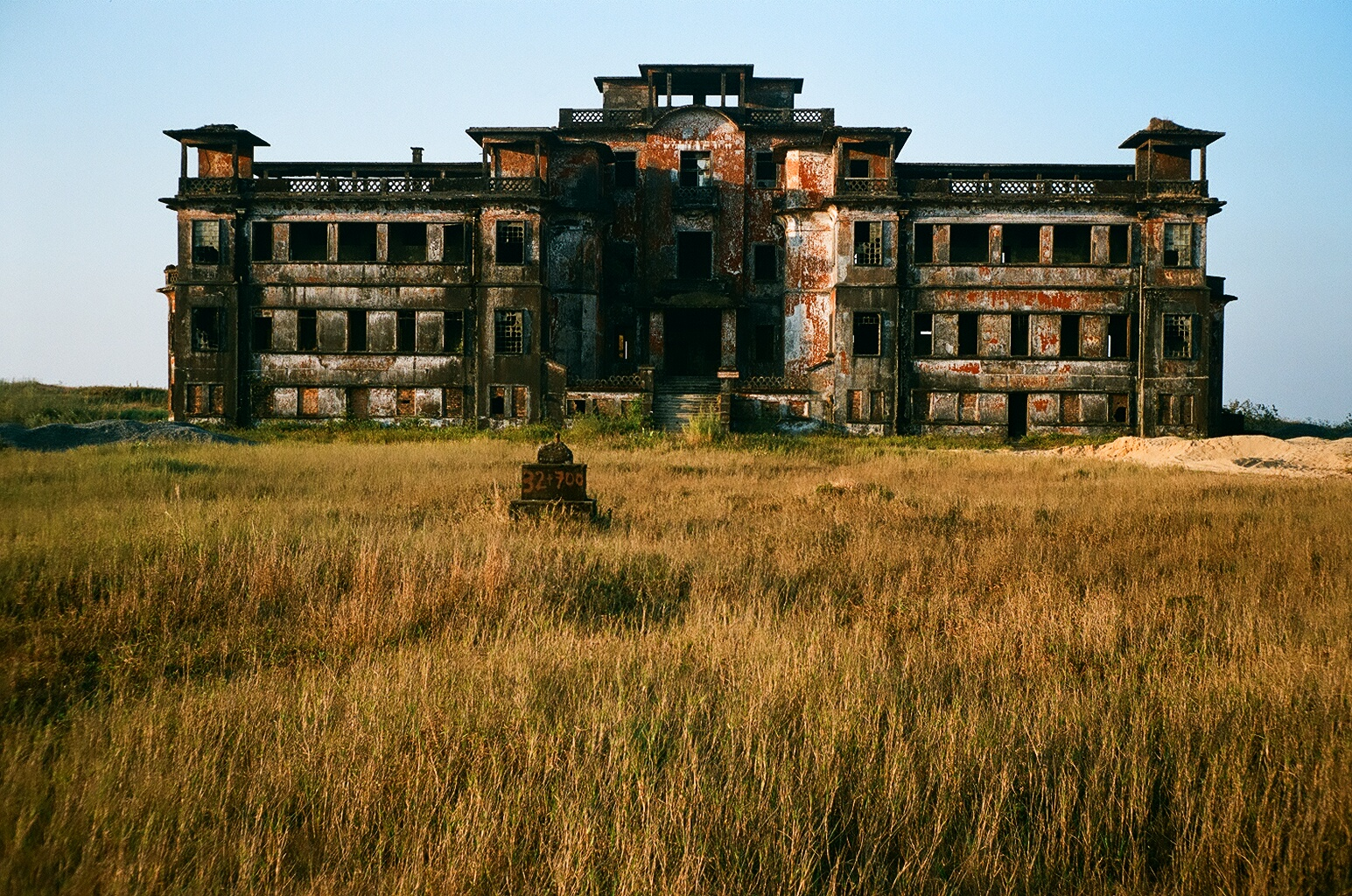

보꼬힐 스테이션(프랑스어: station d'altitude de Bokor, 크메르어: កស្ថានីយភ្នំបូកគោ 꼬스따니 프놈 보꼬)은 캄보디아 남부 캄포트 주의 프놈보꼬 국립공원 안에 있는 프랑스 유령 도시이다. 캄보디아가 식민지였던 1921년 건설이 시작되어 여름 휴양지로 사용되었다. 1940년대 말 자유 크메르가 반란을 일으키자 프랑스는 보꼬힐을 방기했다. 이후 1972년에는 크메르 루주가 이 지역을 점유했고, 1979년 베트남이 침공해오자 크메르 루주가 수 개월 동안 보꼬힐에서 웅거 은신했으며, 1990년 초까지 크메르 루주의 거점 중 하나로 사용되었다.
2002년 영화 《시티 오브 고스트》, 2004년 영화 《알포인트》의 촬영지로 사용되었다.